# Vioolsdrif
 (septembre 2019).
Si vous disposez d'ouvrages ou d'articles de référence ou si vous connaissez des sites web de qualité traitant du thème abordé ici, merci de compléter l'article en donnant les références utiles à sa vérifiabilité et en les liant à la section « Notes et références ».
Vioolsdrif est un petit village situé au nord-ouest du fleuve Orange en Afrique du Sud, dans la région du Namaqualand.

## Géographie
Un pont routier sur la route nationale N7 relie l’Afrique du Sud à la Namibie et la ville abrite le poste frontière sud-africain. À l’autre extrémité du pont se trouve le petit village namibien de Noordoewer (qui signifie « rive nord » en afrikaans). La région est profondément aride et le passage est dominé par des falaises de grès abruptes et spectaculaires de plusieurs centaines de mètres de haut.

## Tourisme
Vioolsdrif dispose de plusieurs campings et motels pour les automobilistes qui traversent la frontière. De nombreux voyagistes y ont installé leurs camps de base pour des excursions en rafting sur le fleuve Orange.

## Climat
Il y a deux saisons. La courte saison hivernale dure de mai à juillet environ. Il ne pleut presque pas et il fait chaud. La saison estivale dure d’août à avril. Il fait très chaud et la pluie est très peu probable. Vioolsdrif est officiellement l’un des endroits les plus chauds d’Afrique du Sud ; le 27 octobre 2015, une température maximale de 47° a été enregistrée,.